# 石田瑞穂 (詩人)
石田 瑞穂（いしだ みずほ、男性、1973年5月21日 - ）は、日本の詩人。日本現代詩人会会員。

## 略歴
1973年、埼玉県旧大宮市に生まれる。現在は埼玉県さいたま市在住。日本現代詩人会会員。
獨協大学外国語学部在学中に原成吉ゼミナールでアメリカ近現代詩を学ぶ。青山学院大学大学院博士前期課程修了。京都大学大学院文学研究科思想文化学哲学専修博士課程修了。
1999年に第37回現代詩手帖賞受賞。
詩集に『片鱗篇』（思潮社・新しい詩人シリーズ）、『まどろみの島』（思潮社、第63回H氏賞受賞）、『耳の笹舟』（思潮社、第54回藤村記念歴程賞受賞）、『Asian Dream』（思潮社）、『長篇詩　流雪孤詩』（思潮社）。
詩人の城戸朱理監修の詩とアートをめぐるテレビ番組「Edge」に出演後、同番組のイベント・ディレクターを務める。
2014年、小説家古川日出男、詩人・比較文学者管啓次郎らとともに欧州5都市で東日本大震災を語る朗読ツアー「見えない波」に参加。これまでにスロベニアの国際詩祭「Dnevi Poezie in Vina 2014」(Days of Poetry and Wine )をはじめ、フランス、オランダ、クロアチア、スイス、イギリス、アメリカなどから招聘。2017年、韓国の平昌五輪前夜祭「平昌韓中日詩人祝祭」に招かれる。海外での作品発表や朗読もしている。2018年、第68回H氏賞選考委員。近年は共同詩や連詩も試みており、2013年にkindle共同詩集『遠いアトラス』（マイナビ）、2016年に連詩集『地形と気象』（左右社）を上梓。
2017年６月には東京蔵前の写真ギャラリー「観照空蓮房」で装幀家の奥定泰之をアートディレクターに招き個展「観照空蓮房　石田瑞穂展」が１ヶ月間にわたり開催。新型コロナ禍の2020年5月に写真家の谷口昌良と写真詩画集『Catch the Emptiness  空を掴め』を上梓、同年11月からは谷口昌良との共同展「Catch the Emptiness　空を掴め」が観照空蓮房で１ヶ月半にわたり開催された。
2016年秋から内外の詩人たちを招き、その講演をデジタルアーカイブ化するプロジェクト「LUNCH POEMS@DOKKYO」（獨協大学外国語学部主催）ディレクターを務めている。
2022年に国際ポエトリーサイト「Crossing Lines」（共同企画制作Stoopa, Ltd.）をオープンし、プランナーに就任。

## 詩集
- 『片鱗篇』 思潮社、2006年
- 『まどろみの島』 思潮社、2012年
- 『耳の笹舟』 思潮社、2015年
- 『Asian Dream』 思潮社、2019年
- 『長篇詩　流雪孤詩』（写真：砺波周平）思潮社、2022年

## 共著
- 『Edge―映画と詩の間』 アートスクエア、2003年
- 暁方ミセイ、管啓次郎との共同詩集 『遠いアトラス』 マイナビ出版、2014年
- 暁方ミセイ、大崎清夏、管啓次郎との共同詩集 『地形と気象』 左右社、2016年
- 『Catch the Emptiness  空を掴め』（写真：谷口昌良）Yutaka Kikutake Gallery Books、2020年
- 『From Nowhere To Anywhere』（ドローイング：野原かおり、写真：砺波周平、小渕泰之）sibira LLC、2021年

## テレビ番組出演
- 「Edge～未来を、さがす。」：「石田瑞穂篇 手の先にあるもののために」（スカイパーフェクTV!ライフベターチャンネル、2003年2月15日放映。制作：テレコムスタッフ）
- 「LIVE!Edge Edgeに拉致されて」（スカイパーフェクTV!ライフベターチャンネル、2004年2月14日放映。制作：スタジオマラパルテ）
- 「LIVE!Edge オールナイトポエトリーリーディング第1部―詩人と震災―」（スカイパーフェクTV!ライフベターチャンネル、2013年3月16日放映。制作：テレコムスタッフ）
- 「『アッシュ』 食・言・景 野趣と品格～石田瑞穂（詩人）・みゆ×宮澤政人（料理人）～」（スカパー!ベターライフチャンネル(529ch)、企画構成:城戸朱理 AP:小野田桂子 演出:赤塚敏史 P:井上春生 制作:ハグマシーン）
- 「『アッシュ』 青鷺と蝶のメタモルフォーゼ 冬色の流響院」（スカパー!ベターライフチャンネル(529ch)、企画構成:城戸朱理 AP:小野田桂子 演出:赤塚敏史 P:井上春生 制作:ハグマシーン）（スカパー！「常楽我浄」（529ch）、2019年3月放映。）